# Kulturregion Stuttgart
Die Kulturregion Stuttgart (Eigenschreibweise: KulturRegion Stuttgart) ist ein Zusammenschluss aus 43 Kommunen, drei Vereinen und dem Verband Region Stuttgart, der interkommunale Kulturprojekte in der Region Stuttgart realisiert.
Der gemeinnützige Verein hat zum Ziel, mit Veranstaltungen und gemeinsamen Kommunikationsmaßnahmen das kulturelle Erscheinungsbild der Region zu prägen. Er wurde 1991 gegründet, um die regionale Zusammenarbeit im Kulturbereich zu stärken.
Alle zwei Jahre realisiert der interkommunale Verbund ein Projekt zu regionalen und gesellschaftlichen Themen. Verschiedene kulturelle Akteure wirken je an den Projekten mit. Sie setzen ihre Ideen in Veranstaltungen, Aktionen im öffentlichen Raum, Installationen, Workshops und Vorträgen um. Durch die Bündelung der Aktivitäten versucht die Kulturregion Stuttgart einerseits, das vorhandene kulturelle Angebot sichtbar zu machen und andererseits neue Entwicklungen zu befördern.

## Geschichte der Kulturregion Stuttgart
Zwischen 1986 und 1991 befasste sich die Arbeitsgemeinschaft „Olympia-Bewerbung Raum Stuttgart“ mit einer möglichen Bewerbung Stuttgarts um die Olympischen Spiele im Jahr 2004. Diese Arbeitsgemeinschaft führte zu einer interkommunalen Zusammenarbeit in der Region. Drei Kommissionen konzentrierten sich auf die Bereiche „Sporttechnik“, „Infrastruktur“ und „Kultur“. Nach dem Mauerfall 1989 zog der Raum Stuttgart seine Olympia-Bewerbung im Jahr 1990 zugunsten von Berlin zurück.
Am 8. Januar 1991, bei der Gründungsversammlung auf Schloss Solitude in Stuttgart, wurde als Nachfolger der Kulturkommission der Verein „Interkommunale Kulturförderung Region Stuttgart e.V.“ (Kurzform: „KulturRegion Stuttgart“) gegründet. Zu den Gründungsmitgliedern zählten 19 Kommunen.
Das erste große Kulturprojekt war „Platzverführung 1992/93“, ein internationales Skulpturenprojekt in 18 Städten. Weitere Projekte u. a. in den Bereichen Bildende Kunst, Literatur, Musik, Tanz, Kinder- und Jugendtheater, Fotografie und Architektur folgten.
In einem Strategieprozess, unterstützt von der Kulturexperten Oliver Scheytt GmbH, wurde im Jahr 2011 unter Einbezug von kommunalen Repräsentanten, Kulturexperten und Vertretern der Region Stuttgart ein neuer zukunftsweisender Ansatz für die Kulturregion Stuttgart entworfen.  2013 beteiligten sich daraufhin erstmals alle Mitgliedskommunen an dem Projekt „Schauen, was der Nachbar schafft“ mit je einer für die Gemeinde repräsentativen Kulturveranstaltung. Geschäftsführerin der Kulturregion Stuttgart ist seit September 2016 Bettina Pau.

## Ziele
Zweck des Vereins ist die Stärkung und Pflege der interkommunalen Kulturarbeit in der Region Stuttgart. Die Kulturregion Stuttgart verwirklicht gemeinsame Kulturveranstaltungen und -projekte sowie Kommunikationsmaßnahmen mit dem Ziel, das kulturelle Erscheinungsbild der Region zu prägen.  Die kooperativen Themenjahre unter einer künstlerischen Leitung sollen für die Region profilbildend wirken. Die Kulturregion Stuttgart versucht, die kulturelle Identifikation der Bewohner mit „ihrer“ Region zu befördern und Anreize für die Bevölkerung zu schaffen, andere Kommunen in der Region zu besuchen. Die Kooperation soll außerdem dem Austausch der Vereinsmitglieder dienen und Grundlage für kulturpolitische Diskurse und eine Plattform für weitere Vernetzung sein.

## Mitglieder der Kulturregion Stuttgart
Zu den Mitgliedern der Kulturregion Stuttgart zählen 43 Kommunen, drei Vereine und der Verband Region Stuttgart.
| Kommunen             | Kommunen                | Kommunen             |
| -------------------- | ----------------------- | -------------------- |
| Backnang             | Gerlingen               | Remseck am Neckar    |
| Bad Boll             | Göppingen               | Schorndorf           |
| Bad Ditzenbach       | Herrenberg              | Schwäbisch Gmünd     |
| Bad Liebenzell       | Kirchheim unter Teck    | Schwäbisch Hall      |
| Bad Urach            | Kornwestheim            | Schorndorf           |
| Beuren               | Künzelsau               | Sindelfingen         |
| Bietigheim-Bissingen | Leinfelden-Echterdingen | Stuttgart            |
| Böblingen            | Leonberg                | Tübingen             |
| Bönnigheim           | Ludwigsburg             | Vaihingen an der Enz |
| Cleebronn            | Marbach am Neckar       | Waiblingen           |
| Ditzingen            | Metzingen               | Waldenbuch           |
| Esslingen am Neckar  | Nürtingen               | Weil der Stadt       |
| Fellbach             | Ostfildern              | Welzheim             |
| Filderstadt          | Plochingen              | Wernau               |
|                      |                         | Winnenden            |

Vereine und Verbände:
- Kulturforum Schorndorf e. V.
- Musikinitiative Rock e. V. Stuttgart (MIR)
- Regio Stuttgart Marketing und Tourismus e. V.
- Verband Region Stuttgart – Körperschaft des öffentlichen Rechts

## Vorstand der Kulturregion Stuttgart
Der Vorstand des Vereins besteht aus dem Vorsitzenden, drei stellvertretenden Vorsitzenden, mindestens fünf weiteren Mitgliedern, dem Schatzmeister und der Schriftführerin. Den zehnköpfigen Vorstand bilden Oberbürgermeister, die Regionaldirektorin sowie eine weitere Vertreterin des Verbands Region Stuttgart.

## Projekte der Kulturregion Stuttgart
- 1992/93: Platzverführung (internationales Skulpturenprojekt)[4]
- 1994: Wort für Wort (Literaturprojekt)
- 1995: Begleitprogramm zur 6. Triennale Kleinplastik Europa-Ostasien
- 1995/96: Hommage an Paul Hindemith
- 1996: theaterTRÄUME (Kinder- und Jugendtheaterprojekt)
- 1997: TanzRegion
- 1999: theaterTRÄUME (Schultheaterprojekt)
- 1999–2001: Offene Räume – Leere Limit Landschaft (Architekturprojekt)[5][6]
- 2002: Kulturelle Globalisierung und regionale Identität (Kulturpolitischer Kongress)
- 2003: con spirito (Musikalisches cross over in den Kirchen der KulturRegion Stuttgart)
- 2004: Ein blaues Band – Mörike 2004 (Zum 200. Geburtstag des schwäbischen Dichters)[7]
- 2005: Pop50 (Popmusik in der Region Stuttgart 1955–2005)[8]
- 2006: Kommen und Gehen (Internationalität der Region Stuttgart)
- 2007: … und grüßen Sie mir die Welt (Fotografierte Heimaten)
- 2008: Oberwasser Unterwasser (Inszenierter Alltag und wirkliches Theater auf einem Frachtschiff den Neckar entlang)[9]
- 2009: Die Wasser des Neckar' (Projekt an den Nebenflüssen des Neckar')
- 2010: Zukunftsmusik (Festival innovativer Musik)[10]
- 2013: Schauen, was der Nachbar schafft (Vorstellung jedes Mitglieds mit einer typischen Veranstaltung)[11]
- 2014: Garten Eden (150 Ausstellungen, Lesungen und Konzerte zur Frage „Was ist Deine Vorstellung vom Paradies?“)[12]
- 2015: Inspiration (künstlerisch gestaltete Plakatkampagne mit Erfindern und Vordenkern der Region)[13]
- 2016:	Aufstiege (Lichtkunstfestival zur Inszenierung des Auf und Ab)[14]
- 2017: #sprichklartextt (Kampagne und Workshops für Jugendliche mit Wort- und Sprachkünstlern)
- 2018: Drehmoment (Produktionskunst-Festival)
- 2019: Entdecker-Touren Remstal Gartenschau
- 2019: Geschichten unter der Haube (Pop-up-Salon in der Region Stuttgart)
- 2020: Unter Beobachtung. Kunst des Rückzugs (Interdisziplinäres Festival mit Inszenierungen der Beobachtung und des Rückzugs)
- 2021: SPIEL:RAUM. Pop-up Plätze in der Region Stuttgart
- 2022: ÜBER>>MORGEN. Festival der KulturRegion Stuttgart
- 2024: JETZT! Festival. Festival der KulturRegion Stuttgart